# Adolf Merkel

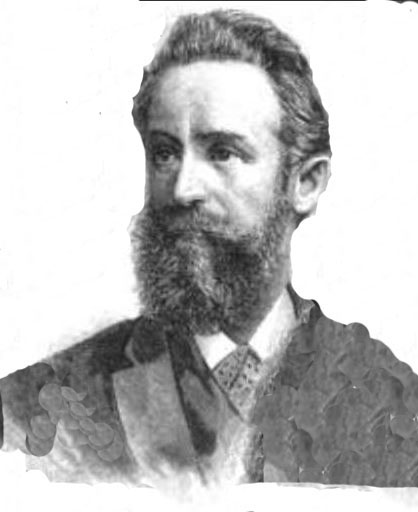
Adolf Merkel

Adolf Merkel (* 11. Januar 1836 in Mainz; † 30. März 1896 in Straßburg) war ein deutscher Rechtswissenschaftler.

## Leben
Merkel studierte von 1854 bis 1857 Rechtswissenschaft an der  Hessischen Ludwigs-Universität Gießen, der Georg-August-Universität Göttingen und der  Friedrich-Wilhelms-Universität zu Berlin. Auf Vorschlag des Gießener Strafrechtslehrers Johann Michael Franz Birnbaum wurde er 1858 ohne Dissertation zum Dr. iur. promoviert. Auf Veranlassung Rudolf von Jherings  habilitierte er sich 1862.
1868 wurde er an die Karls-Universität Prag berufen. Zu seinen Hörern in Prag gehörte Fritz Mauthner. Vier Jahre später wechselte er als Nachfolger Julius Glasers an die Universität Wien. 1874 ging er an die neue  Kaiser Wilhelms-Universität Straßburg. 1889/90 war er ihr  Rektor. Seine Rektoratsrede am 1. Mai 1889 befasste sich mit dem „Zusammenhang zwischen der Entwicklung des Strafrechts und der Gesammtentwicklung der öffentlichen Zustände und des geistigen Lebens der Völker“.
Merkel versuchte, eine Allgemeine Rechtslehre mit einer historisch-sozialwissenschaftlichen Kulturlehre der Rechtsentwicklung zu verbinden. Er starb mit 60 Jahren im Amt.

## Werke
- Kriminalistische Abhandlungen (1867)
- Über das Verhältnis der Rechtsphilosophie zur positiven Rechtswissenschaft und zum allgemeinen Teil derselben (1874)
- Juristische Enzyklopädie (1885)
- Elemente der allgemeinen Rechtslehre, in: Encyklopädie der Rechtswissenschaft (1890)
- Hinterlassene Fragmente und gesammelte Abhandlungen. Diss. Univ. Straßburg (1898/99)

## Ehrungen
- Korrespondierendes Mitglied der  Königlich-Preußischen Akademie der Wissenschaften (1893)